# Erllohe
Erllohe ist ein Gemeindeteil der Gemeinde Mehlmeisel im Landkreis Bayreuth (Oberfranken, Bayern). Erllohe liegt in der Gemarkung Mehlmeisel.

## Geografie
Das Dorf liegt mit dem Hauptort in einer Rodungsinsel. Eine Gemeindeverbindungsstraße führt nach Mehlmeisel (1,2 km südöstlich) bzw. nach Neugrün (1 km nordwestlich).

## Geschichte
1796 wurde das Flurgebiet Erlohe erstmals schriftlich erwähnt. Anfang des 19. Jahrhunderts baute Ferdinand Krug das erste Bauernhaus auf den Grund. Infolge des Ersten Gemeindeedikts wurde Erllohe dem 1812 gebildeten Steuerdistrikt Mehlmeisel und der Ruralgemeinde Mehlmeisel zugewiesen. 1877 kaufte Christof Pscherer aus Unterlind 115 Tagewerk Erloher Grund und erschloss eine ergiebige Lehmgrube und erbaute 1898 eine Dampfziegelei, die bis 1973 betrieben wurde.

### Einwohnerentwicklung
| Jahr      | 001819 | 001824 | 001861 | 001871 | 001885 | 001900 | 001925 | 001950 | 001961 | 001970 | 001987 |
| Einwohner | 6      | 13     | 10     | 15     | 25     | 11     | 27     | 35     | 46     | 42     | 26     |
| Häuser    |        | 1      |        |        | 3      | 2      | 4      | 7      | 8      |        | 11     |
| Quelle    | [ 9 ]  | [ 6 ]  | [ 10 ] | [ 11 ] | [ 12 ] | [ 13 ] | [ 14 ] | [ 15 ] | [ 16 ] | [ 17 ] | [ 1 ]  |

## Religion
Erllohe war ursprünglich nach St. Ägidius (Ebnath) gepfarrt und katholisch geprägt. Seit 1907 ist die Pfarrei St. Johannes Baptist (Mehlmeisel) zuständig.